# Ranunculus pacificus
Ranunculus pacificus (Hultén) L.D. Benson – gatunek rośliny z rodziny jaskrowatych (Ranunculaceae Juss.). Występuje endemicznie w Stanach Zjednoczonych, w południowej części Alaski. 

## Morfologia
PokrójBylina o wyprostowanych lub płożących pędach.
LiścieSą trójlistkowe. Mają kształt od trójkątnego do sercowatego w zarysie. Pojedyncze listki mają kształt od eliptycznego do podłużnego. Mierzą 6–13 cm długości oraz 8–16 cm szerokości. Brzegi są ząbkowane.
KwiatySą pojedyncze. Pojawiają się na szczytach pędów. Mają 5 eliptycznych działek kielicha, które dorastają do 6–9 mm długości i 3–4 mm szerokości. Mają 5 owalnych i żółtych płatków o długości 9–11 mm i 6–8 mm szerokości. Dno kwiatowe jest owłosione.
OwoceNagie niełupki o długości 3,2–3,8 mm i 2–3 mm szerokości. Tworzą owoc zbiorowy – wieloniełupkę o jajowatym lub kulistym kształcie i dorastającą do 9–11 mm długości i 8–11 mm szerokości.

## Biologia i ekologia
Rośnie na łąkach. Występuje na wybrzeżu. Kwitnie w lipcu. 